# Вест Конкорд (Минесота)
Вест Конкорд (енгл. West Concord) град је у америчкој савезној држави Минесота.

## Демографија
По попису из 2010. године број становника је 782, што је 54 (-6,5%) становника мање него 2000. године.
| Група             | 2000.       | 2010.       |
| Белци             | 786 (94,0%) | 704 (90,0%) |
| Афроамериканци    | 0 (0,0%)    | 1 (0,1%)    |
| Азијати           | 1 (0,1%)    | 0 (0,0%)    |
| Хиспаноамериканци | 45 (5,4%)   | 63 (8,1%)   |
| Укупно            | 836         | 782         |